# Античка књижевност
Античка или класична књижевност је књижевност написана у античко доба, при чему се мисли на Античку Грчку и Антички Рим, мада се ту урачунава и преисторијска књижевност од развитка првог писма и књижевности у Месопотомији, Египту, Персији, Индији, Палестини и све до почетка средњовјековне књижевности. Под класичном књижевношћу често се мисли на књижевност написану на неком од класичних језика: хебрејски, грчки и латински током времена које се поклапа са античким добом и то књижевност која је записана, а не усмено преношена.
Пре ширења писања, усмено предање није увек успешно очувано, иако су неки текстови и фрагменти опстали. Аугуст Ничке сматра да су поједине бајке као преживела књижевности потичу из леденог доба и наратора каменог доба.

## Предкласично доба
Најстарије познато писмо је сумерско клинасто писмо настало у касном 4. миленијуму п. н. е. Систем записивања се убрзо проширио по Оријенту, Индији и Кини. Сумерска књижевност се углавном бавила практичним стварима - натписи на надгробним споменицима - а као и египатска књижевности била је углавном религијске нарави. У рану египатску књижевност спада између осталог Књига мртвих. Хамурабијев законик и други свјетовни текстови могу се наћи у добром стању иако су написани неколико миленијума п. н. е. Асирско-вавилонска књижевност наставља са сумерском традицијом, али доприноси развоју филозофије, права и астрономије.
Белетристика настаје отприлике истовремено у свим овим областима; химне (Ехнатонова Химна Сунцу, Рг-веда, Одена), лирика (Пјесма над пјесмама), саге и епови (Еп о Гилгамешу, Епови са седам табли). Митови о стварању су били чест књижевни мотив. Књижевност мудрости се јавља по цијелом Блиском истоку (Мудре изреке, Аменемопов наук). Отприлике истовремено настаје и ведска књижевност у Индији и пророчки натписи из кинеске династије Шанг.
Сматра се да је најстарији познати писац Син-леки-унини, за којег се мисли да је написао Еп о Гилгамешу, а понекад и ћерка Саргона Акадског Енхедуана, која је такође била пјесникиња.
Око 500. п. н. е. долази до великих промјена у тим областима, што се обично рачунао као граница са класичним добом. У том раздобљу настаје неколико религија и појављује се неколико великих филозофа. Та трећа епоха у периоду од 20. н. е. до 500. н. е. сматра се касном антиком.

### Жанрови
Први текстови су били практичног значења и покушали су забиљежити обећања, дужину владавина, законе и сл. Са временом књижевност добија вјерски карактер и обрађује митове, у облику настанка свијета или причама о животу послије смрти, као и пророчанства. Белетристика настаје с вјерским химнама и пјесмама, које касније прерастају у позоришта. Епови и саге настају у области између легенди и повијести. Белетристика је обично писана у стиховима и извођена уз музику и плес, док су текстови свјетовног карактера писани у прози. Неке приче из Египта написане су у прози, а у касном античком добу почиње проза лагано прелазити у епику. Усљед развоја науке долази до стварања научних текстова, како у Вавилонији, тако и у Индији, Кини и Египту, а касније и у хеленизму. Научна књижевност је једна од најстаријих грана књижевности и важан претходник филозофији. Значај облика књижевног жанра постаје убрзо важан. У индијској књижевности настају граматике (Јаска и Панини) и поетска збирка, скупљена у Веданги. Непосредно прије и током хеленизма уводи се граматика, каталогизација, поетика, реторика и други метакњижевни студији на Блиском истоку и Европи између осталих од стране Калимаха, софиста, Платона и Аристотела.

## Књижевност Старог Египта
Најстарији очувани текстови су религијске нарави с Текстовима пирамида који су најстарији познати религијски текстови. Развој материјала за писање, папируса, отворио је нове могућности па су тако сви текстови могли бити писани на једноставнији и бржи начин. Најстарији записи на папирусу су Абусир записи из око 2400. п. н. е. Касније долази до стварања првих белетристичких радова. Међу најпознатијима су: Принц с три судбине, Прича о два брата (може се наћи и у Орбинијевим папирусима), Рамзес II и бахтанска принцеза, Сунухојеве пустоловине, Прича о рјечитом сељаку и Венамонова пловидба.

## Хебрејска књижевност
Најстарији очувани запис на старохебрејском је Календар из Гезера, из 10. вијека п. н. е. Други текстови на хебрејском су натписи: Меша плоча, Силоамски натпис и један остракон који описује Набукодоносорово освајање Јерусалима 586. п. н. е. Сва та књижевност је документарне нарави.
Класични хебрејски, или библијски хебрејски, настаје у 6. вијеку п. н. е. и користи арамејско писмо. Током тог периода настају књиге из Танаха/Старог завјета као и апокрифи, које су сачињавале приче о настанку свијета, закони, лирика, повијесне приче, књиге мудрости и пророчанства. Свици са Мртвог мора настају између 3. вијека п. н. е. и 2. вијека н. е., Јерусалимски Талмуд, Мишна и Тосефта написани су током раног рабинског раздобља 2.-4. вијека, као и писмо Симон бар Кохба и Бакарни свици. Велики дио хебрејске књижевности је углавном непознат, док је у Библији понекад споменут писац.
Послије уништења Јерусалима 70., јеврејска дијаспора почиње писати и на другим језицима као матерњим, нпр. повјесничар Јосиф Флавије који је писао на латинском као и Јустус Тиберијски. Нови завјет и његови апокрифи написани су, како се највише вјерује, на којне грчком.

## Персијска књижевност
Најпознатија персијска књижевност сабрана је у збирци Авеста, написаној око 500. п. н. е., али нађена су и старија дјела. Као и друга литература из ове епохе, написана је у стиховима. Авеста је било најважније дјело зороастризма, састављено од 21 књиге, али већина књига је изгубљена када је Александар Велики освојио Персију, а данас је само једна књига сачувана. У очувану књижевност припадају химне. У вријеме око Исусовог рођења долази до настанка пехлеви-књижевности: романи у прози, али и религијске легенде између осталог о Заратустри. Пјесништво настаје на двору. Класично доба персијске књижевности представљају радови из 10. вијека.

## Хеленска књижевност
Књижевност, чак и белетристика, преко Хетита долази до Грчке. Грчка класична књижевност започиње с Хесиодом и Хомеровом Илијадом и Одисејом из 8. вијека п. н. е. Лирика се појављује у 6. вијеку п. н. е. (елегија и пјесништво) са пјесницима попут Архилоха, Сапфе и Алкеја.
Док су у културама Оријента, Индије и Кине током класичног периода дјеловали углавном религијски писци, Грчка постаје првенствено област за настанак филозофских текстова које су писали Хераклит, Талес, Платон, Аристотел и др. Са филозофијом долази до настанка естетике, а касније и канона. Настанак античке грчке драме је нејасан. У Египту настају драматизације у религијским култовима, али у старој Грчкој драма постаје литерарна и изван ритуала. Велика имена грчке трагедије су: Есхил, Софокле и Еурипид, док је најпознатији писац комедија био Аристофан.
Са Херодотом и Тукидидом долази до настанка повијесних текстова, који су за разлику од сличне тематике у другим културама то покушали секуларно описати. Код путосписца Андростена и Паузанија повијест, етнологија, религија и друге науке кориштене су да би се описале географске разлике. Клаудије Птолемеј написао је револуционарна дјела о астрономији, географији, математици, те осталим природним наукама. Природне науке биле су дио филозофије природе, као код Теофраста. Од хеленизма па надаље у античком добу, Грци су дјеловали и у другим подручјима уз обале Средоземнога мора. Неки од њих су писали на латинском као нпр. Дионисије из Халикарнаса и Амијан Марцелин, који су дјеловали у Риму.

## Хеленистичка књижевност
Под хеленизмом долази до синкретизма између различитих културних грана. Хеленистичку белетристику су чиниле углавном идиле, епилони и епиграми, а препознатљиви знак су биле имитације. Хеленистички писци били су Калимах и Теокрит. Пјесништво на Блиском истоку почиње губити на снази у овом периоду. Док арамејски језик постаје пословни језик на Оријенту и области Средоземнога мора, грчки је постао књижевни језик тамо гдје су у прву руку живјели етнички Грци који су подржавали новонаписана литерарна дјела. Истовремено започиње писање прве књижевности на латинском. Први покушај писања романа долази, поред осталих, код Лонгоа.

## Римска књижевност
Римска култура је наслиједила грчку, углавном је то био језик по којем су се разликовале. У најстарију римску књижевност спада комедија с представницима попут Теренција и Плаута. Лирика настаје у 1. вијеку п. н. е. са Лукрецијем и Катулом са поезијом и епиком. Вергилије је опонашао Хомера са својим епом Енеида, а Теокрит с тзв. буколским пјесмама (говедо, грч. буколос). Друга велика имена из тог доба била су: Овидије, Тибулије и Секст Проперције. Римску књижевност спонзорирале су мецене (патрони).
Допринос римске књижевности је проза која се користила у повијесним описима, писању писама, реторици и филозофији. Марко Порције Катон Старији је познат по својим описима повијести као и Салустије и Ливије. Највеће име реторике био је Цицерон, који је такође писао филозофска дјела. Гај Јулије Цезар и Октавијан Август (Дјела божанског Августа) написали су дјела аутобиографског карактера.
У тзв. римској сребрној доби (касна антика) настају драмска дјела и епика, са писцима Сенеком и Луканом; препознатљива по естетици мјешања насиља и стоицизма. Јувеналове сатире су типичне за овај период. Стације је створио тзв. случајну поезију, а појављује се и као један од ликова Дантеове Божанствене комедије у Чистилишту. Проза тог доба одликује се „модернизмом“; са дјелима писаца Тацита, Светонија, Плутарха и Сенеке Млађег. Петроније и Апулеј настављају са развојем сатиричних и пикарских романа. Лукијан развија фиктивни начин причања. Значај лирике опада у овом добу мада су је неки наставили писати; цар Хадријан, Авсоније и Клаудијан.
Са хришћанством долази до развоја новоплатонизма на основи учења филозофа Плотина, али истовремено се појављују писци нерелигијских књига, нпр. Марко Аурелије. Записи црквених отаца припадају античком добу.

## Књижевност Античке Кине
Повијест кинеске књижевности почиње са пророчким записима из династије Шанг. Из времена династије Џоу потичу повијесна дјела Књига докумената и пророчка књига Књига промјена. Прву збирку са 305 пјесама из раздобља од 11. вијека до 7. вијека п. н. е. (Књига пјесама) прикупио је Конфучије. Збирку су чиниле народне и дворске пјесме, али и религијске химне. Династија Хан наставља са сличним развојем прозе као римска књижевност, са повијесним дјелима и филозофијом; најстарије дјело су 24 књиге Опште повијести, а написао га је Сима Ћен. За вријеме ове династије долази до појаве стиховне прозе.
Од 722. до 481. п. н. е. настају Прољећни и јесењи анали, службена хроника државе Лу. Конфучију се приписује дјело Дијалози, збирка изрека и идеја, а традиционално се сматра да су је написали његови сљедбеници. Сматра се да је дјело настало током Периода зараћених држава, а вјероватно је коначан облик попримило средином владавине династије Хан. У Пет класика кинеске књижевности поред наведеног спада и Књига обреда.
Око 100. н. е. настаје петерац у четири строфе, који се користио за пјевање уз пратњу фруле или бубњева. Примјер ове књижевности је таоистичко дјело Тао Те Чинг.